# Vernaya
Genre
Vernaya est un genre asiatique de rongeurs de la sous-famille des Murinés.

## Liste des espèces
- Vernaya fulva (G. M. Allen, 1927)

Les autres espèces sont fossiles :
- Vernaya prefulva Zheng, 1993
- Vernaya pristina Zheng, 1993
- Vernaya giganta Zheng, 1993
- Vernaya wushanica Zheng, 1993

## Référence
- Anthony, 1941 : Mammals collected by the Vernay-Cutting Burma Expedition. Field Museum Publications Chicago Zoological Series, 27 pp 37-123.